# Álex Jiménez
Álex Jiménez, właśc. Alejandro Jiménez Sánchez (ur. 8 maja 2005 w  Leganes) – hiszpański piłkarz, występujący na pozycji obrońcy we włoskim klubie A.C. Milan, były reprezentant Hiszpanii U-19. 
W 2025 z klubem A.C. Milan wygrał Superpuchar Włoch.